# Lancia Ardea
La Lancia Ardea est la première automobile de petite cylindrée produite par le constructeur italien Lancia de Turin de 1939 à 1953.

## Le contexte historique
En 1939, alors que les menaces du déclenchement imminent de la Seconde Guerre mondiale se faisaient pressantes, le constructeur turinois présente un nouveau modèle révolutionnaire, auquel le fameux ingénieur Vittorio Jano a largement contribué, alors qu'il était entré seulement en février 1938 chez Lancia, venant de son concurrent direct Alfa Romeo.
Le nom "Ardea" vient d'une très ancienne cité du Latium située au sud de Pomezia.
Même si l'idée à la base, de réaliser une voiture avec un moteur de petite cylindrée qui viendrait épauler la Lancia Aprilia venait de Vincenzo Lancia qui l'avait définie comme la voiture la plus populaire parmi celles que j'ai réalisées jusqu'à ce jour, le premier acte de ce qui deviendra l'Ardea sera un brevet, déposé environ deux mois après la disparition de Vincenzo Lancia, au printemps 1937, concernant une nouvelle distribution à soupapes en tête inclinées, commandées par un seul arbre de distribution via une chaîne silencieuse munie d'un tendeur automatique. Derrière cette simple définition se cache un mécanisme des plus ingénieux avec lequel un seul arbre à cames actionne, à travers huit poussoirs et tiges, les soupapes, qui sont inclinées par rapport à l'axe des cylindres : le système permet ainsi d'obtenir, sans devoir recourir à deux arbres à cames ou plus, les têtes hémisphériques, qui étaient considérées à l'époque, la solution idéale pour obtenir un rendement élevé.
Par contre, en ce qui concerne la carrosserie, madame Adele Lancia et ses collaborateurs n'ont eu aucun doute : elle devait se calquer précisément sur son ainée, avec un rapport de 9/10e, la Lancia Aprilia, qui avait été encensée par le public et les passionnés de la marque.
Ce modèle s'avèrera être un véritable joyau technique mais dont le lancement fut entaché par les tristes évènements du moment. Au mois de novembre 1939, lorsque la Lancia Ardea fut présentée au chef du Gouvernement italien, le Duce Benito Mussolini, le souffle de la guerre était déjà présent, deux mois auparavant, le 1er septembre, Hitler déclenchait la Seconde Guerre mondiale, et le royaume d'Italie avait à peine instauré l'interdiction de circuler (le 3 septembre), interdiction qui ne sera abrogée que le 8 décembre 1939. À ce moment-là l'essence était rationnée, le climat n'était pas du tout celui qu'un constructeur automobile aurait pu espérer pour le lancement d'un nouveau modèle.

## L'histoire de l'Ardea
La Lancia Ardea (type 250) est une petite voiture aux prestations brillantes, dont la carrosserie à quatre portes reprend les lignes de son ainée Aprilia.
Au vu de l'excellent accueil, du succès commercial rencontré par l'Aprilia dont les caractéristiques et surtout son comportement routier très sur, la direction Lancia a reconduit la structure sur ce nouveau modèle avec une carrosserie en acier autoporteuse.
L’Ardea dispose d'un moteur Lancia - tipo 100 - à 4 cylindres en V étroit de 19° 54’, de 903 cm3 - alésage 65 mm x course 68 mm - qui développe une puissance de 28,8 HP au régime extraordinaire pour l'époque de 4 600 tr/min.
Selon les principes édictés par Monsieur Lancia, le projet du moteur de l’Ardea – outre sa nouveauté technique de l'arbre à cames – prévoit un groupe très léger de 80 kg et de dimensions compactes, même avec un bloc moteur en fonte à parois fines pour éviter de devoir recourir à l'aluminium, au prix prohibitif et dont la fiabilité n'était pas encore avérée. Par contre, signalons une rareté dans le moteur : les bielles étaient en duralumin.
Les tests et essais de l’Ardea sont conduits par Luigi Gismondi, un expert en la matière, qui se servira, au début, de modèles Aprilia équipés du nouveau moteur Ardea.
En ce qui concerne les suspensions, malgré le concept traditionnel Lancia avec le train avant à roues indépendantes à ressorts hélicoïdaux et amortisseurs hydrauliques, nous trouvons un train arrière plus classique avec un essieu rigide.
Les dimensions de l’Ardea, comparées à celles de l'Aprilia seconde série, sont :
- empattement 2 440 mm - Aprilia 2750,
- voie avant 1 162 mm - 1262,
- voie arrière 1 180 mm - 1287,
- longueur 3 615 mm - 3930,
- largeur 1 380 mm - 1500,
- hauteur 1 510 mm - 1530.

Malgré ses dimensions plus contenues, l’habitacle de l’Ardea – dont l'accès est optimum grâce à ses portes antagonistes (les portières arrière ouvrant à l'envers et donc sans montant central), la position très avancée du moteur – pratiquement en porte-à-faux sur le train avant – offre une excellente habitabilité toute à l'avantage des places arrière.
Les prestations de la voiture ont fait de nombreux jaloux car la puissance de ce petit moteur alliée au faible poids (800 kg) et à un coefficient aérodynamique sans pareil (0,38 Cx) permettaient des chiffres flatteurs pour l'époque. La vitesse maximale dépasse les 105 km/h et la consommation est inférieure aux 8 l/100 km.

## L’évolution du modèle
L’Ardea berline a été présentée en avant première à Benito Mussolini, chef du Gouvernement italien, en novembre 1939, mais la production en série ne débutera qu'un mois plus tard, le 14 décembre 1939 le premier exemplaire sortira de l'usine. Les premiers exemplaires seront livrés en janvier 1940.
Malgré la faible cylindrée du moteur, la direction de Lancia décide de commercialiser une version spéciale avec châssis non carrossé (type 350) destinée aux carrossiers. À cause de la guerre cette version ne sera pas très utilisée.
En fin d'année 1940, Lancia présente une version “Taxi” appelée type "450-Roma" ; durant les années 1940-1942, 501 exemplaires (511 selon certaines sources) verront le jour.
Bien que le conflit armé rende la vie des Italiens chaque jour plus difficile et les possibilités matérielles d'acquérir une automobile quasi nulles, le 10 octobre 1941, après avoir construit 2 992 berlines, Lancia apporte une modification substantielle au coffre de son modèle Ardea, qui devient accessible directement de l'extérieur avec un couvercle de malle de grandes dimensions, comme sur l’Aprilia. Cette nouvelle Ardea est considérée comme étant une seconde série (alors que certains puristes attribuent la seconde série à la version alimentée sous 12 volts de janvier 1948).
Entre la fin 1942 et le début 1943, toute la production Lancia est transférée à Bolzano, ville située à la frontière avec l'Autriche, en raison des bombardements répétés des usines de la plaine du Pô. La fabrication est même arrêtée durant les années 1943 et 1944. La production régulière ne reprend vraiment qu'au mois de février 1946.
À partir du second semestre 1945, en complément à la berline, Lancia ajoute au catalogue une version fourgonnette qui restera en fabrication jusqu'en 1953 et même une version camionnette à partir de 1948.
Fin janvier 1948, l’Ardea fait l'objet d'une série d'améliorations comme, l’adoption d'un circuit électrique sous 12 volts et des modifications au moteur (taux de compression, réglage carburateur).
La production de la troisième série, présentée officiellement au Salon de l'automobile de Turin le 15 septembre 1948, débute le 5 août 1948 et présente des nouveautés comme la boîte de vitesses à 5 rapports (encore une initiative mondiale Lancia) et quelques retouches à la carrosserie.
La quatrième et dernière série débute le 16 novembre 1949 et comporte des modifications importantes au niveau moteur avec une nouvelle culasse en aluminium, un taux de compression plus élevé, un nouveau carburateur, une augmentation de la puissance portée à 30 HP et quelques retouches de carrosserie.
La production de l’Ardea berline prendra fin en 1952 pour céder sa place à la nouvelle Appia, tandis que la fourgonnette restera jusqu'au début 1953 ; les 320 derniers exemplaires seront produits en 1953.
La production totale est de 22 730 exemplaires de la berline, 511 exemplaires de la limousine « Taxi-Roma » et 8 730 exemplaires de véhicules dérivés comme les fourgonnettes et camionnettes, soit un total de 31 971 unités hors châssis pour les carrossiers dont le nombre produit est inconnu.

## La concurrenceFiat 1100
Présentée au pire moment, l’Ardea sera en concurrence directe avec la Fiat 1100, qui, malgré une cylindrée plus importante, offrait des caractéristiques semblables à un prix nettement inférieur.
Au début d'année 1940 : l'Ardea était vendue 26 500 Lires et la Fiat 1100, 20 750 Lires ; au lendemain de la guerre en 1948, l'Ardea était vendue 1 260 000 Lires et la Fiat 1100B, 1 048 000 Lires. En 1952, l'Ardea 1 331 500 Lires et la Fiat 1100E, 1 100 000 Lires.
La Lancia offrait une consommation inférieure due à son petit moteur, des dimensions inférieures, mais un meilleur confort et des finitions plus luxueuses.
Les chiffres de leur production respective donnent bien l'image du rapport des forces : entre 1940 et 1952, Lancia fabriquera  23 000 berlines Ardea (y compris la version Taxi), tandis que la Fiat 1100 sera fabriquée six fois plus, soit plus de 148 000 exemplaires.
Comparaisons sur le marché libre suisse de l'époque. Sur le marché suisse, pays neutre, le prix pratiqué par Lancia pour l’Ardea était peu compétitif. En mars 1949 : la Lancia Ardea était vendue 12 500 FS - la Fiat 1100B, 7 900 FS et la Simca 8 (copie conforme de la Fiat 1100) 7100 FS - la Renault 4 CV, 5 500 FS - et la Fiat 500B Topolino Giardiniera, 6 200 FS.

## Les modèles Ardea dérivés
Le premier modèle dérivé Ardea fut la version « Taxi Roma » (modèle 450 selon le code interne Lancia), qui remonte à 1940.
Au cours des années 1940-1942, période où cette version sera fabriquée, à peine 511 exemplaires seront produits.
C'est en pleine guerre, en 1941, que Lancia présentera la version fourgonnette et en vendra immédiatement 9 exemplaires mais son succès arrivera dès la fin de la guerre en 1945. La fourgonnette Ardea – dont le code usine était type 550 - restera en fabrication jusqu'en 1953. Sur la base de l'Ardea fourgonnette, on verra des carrossiers réaliser des versions ambulances, qui seront vendues directement par le réseau Lancia.
Au total, ce seront plus de 9 000 exemplaires de la Ardea versions utilitaires qui seront fabriquées, 7 000 fourgonnettes et 2 000 camionnettes.

## Les Ardea fuoriserie
Les carrossiers spécialisés italiens et étrangers ont utilisé les châssis motorisé de l'Ardea, bien qu'en petite quantité par rapport aux modèles d'antan, en raison du coût souvent très élevé. C'est Pininfarina qui a réalisé le plus grand nombre de cabriolets suivi par Zagato.

## L'Ardea et les courses
Vu la période durant laquelle la Lancia Ardea a été présentée, il est illusoire de vouloir y chercher sa participation à quelque compétition que ce soit. Son palmarès sportif ne débutera qu'en 1946, première année après la guerre où recommencèrent les courses automobiles.
Sa cylindrée de 903 cm3 l'obligera à courir dans la classe 751 - 1 100 cm3, et donc à affronter son éternelle rivale la Fiat 1100. L'Ardea ne sera utilisée que très rarement en compétition, même dans les courses nationales.

## Tableau récapitulatif de la production Ardea, par version et par an
| Production Lancia Ardea | Production Lancia Ardea | Production Lancia Ardea | Production Lancia Ardea | Production Lancia Ardea | Production Lancia Ardea | Production Lancia Ardea | Production Lancia Ardea | Production Lancia Ardea | Production Lancia Ardea |
| ----------------------- | ----------------------- | ----------------------- | ----------------------- | ----------------------- | ----------------------- | ----------------------- | ----------------------- | ----------------------- | ----------------------- |
|                         | Berline                 | Berline                 | Berline                 | Berline                 | Mod. Taxi               | Deriv. 4 vitesses       | Deriv. 4 vitesses       | Deriv. 5 vitesses       |                         |
| ...Années...            | I série                 | II série                | III série               | IV série                |                         | Fourgonnette            | Camionnette             | Fourg/Camionc           | Total annuel            |
| 1939                    | 5                       | ---                     | ---                     | ---                     | ---                     | ---                     | ---                     | ---                     | 5                       |
| 1940                    | 1820                    | ---                     | ---                     | ---                     | 46                      | ---                     | ---                     | ---                     | 1866                    |
| 1941                    | 1167                    | 235                     | ---                     | ---                     | 424                     | 9                       | ---                     | ---                     | 1835                    |
| 1942                    | ---                     | 501                     | ---                     | ---                     | 31                      | ---                     | ---                     | ---                     | 532                     |
| 1943                    | ---                     | 78                      | ---                     | ---                     | ---                     | ---                     | ---                     | ---                     | 78                      |
| 1944                    | ---                     | 11                      | ---                     | ---                     | ---                     | ---                     | ---                     | ---                     | 11                      |
| 1945                    | ---                     | 3                       | ---                     | ---                     | ---                     | 47                      | ---                     | ---                     | 50                      |
| 1946                    | ---                     | 566                     | ---                     | ---                     | ---                     | 551                     | ---                     | ---                     | 1117                    |
| 1947                    | ---                     | 1495                    | ---                     | ---                     | ---                     | 1339                    | ---                     | ---                     | 2834                    |
| 1948                    | ---                     | 1549                    | 860                     | ---                     | ---                     | 710                     | 548                     | ---                     | 3667                    |
| 1949                    | ---                     | ---                     | 2740                    | 338                     | ---                     | 728                     | 645                     | 202                     | 4653                    |
| 1950                    | ---                     | ---                     | ---                     | 4127                    | ---                     | ---                     | ---                     | 1243                    | 5370                    |
| 1951                    | ---                     | ---                     | ---                     | 3894                    | ---                     | ---                     | ---                     | 1114                    | 5008                    |
| 1952                    | ---                     | ---                     | ---                     | 3321                    | ---                     | ---                     | ---                     | 1258                    | 4579                    |
| 1953                    | ---                     | ---                     | ---                     | ---                     | ---                     | ---                     | ---                     | 320                     | 320                     |
| Total par modèles       | 2992                    | 4438                    | 3600                    | 11680                   | 501                     | 3384                    | 1193                    | 4137                    | 31925(**)               |

## Sources
- (it) Cet article est partiellement ou en totalité issu de l’article de Wikipédia en italien intitulé « Lancia Ardea » (voir la liste des auteurs).
- Lancia - Tutti i modelli de novecento - RuoteClassiche / Quattroruote 2010
- Storia della Lancia — Impresa Tecnologie Mercati 1906–1969 - Fabbri Editori 1992